# Déry Mária (színművész, 1946)
Déry Mária névvariáns: Déry Yvett (Budapest, 1946. március 25. –) magyar színésznő, előadóművész.

## Életpályája
Statisztaként lépett először színpadra 1964–1965-ben a Nemzeti Színházban. Egy évet végzett el a Színművészeti Főiskolán, majd az Országos Rendező Iroda szervezésében járta az országot. 1967-ben a Veszprémi Petőfi Színház ösztöndíjasa lett. 1969-től a debreceni Csokonai Színház, 1971. decemberétől a Szegedi Nemzeti Színház szerződtette. 1974-től egy-egy évadot a Békés Megyei Jókai Színházban illetve a Pécsi Nemzeti Színházban töltött. 1976 és 1984 között a Honvéd Művészegyüttes tagja, majd rövid ideig szabadfoglalkozású művészként dolgozott. 1985-től a Népszínháznak  (Józsefvárosi Színház), illetve a jogutód Budapesti Kamaraszínház társulatának tagja volt. Önálló estek szerkesztője és előadója.

## Fontosabb színházi szerepeiből
- William Shakespeare: Lóvá tett lovagok... Katherina
- William Shakespeare:Vízkereszt vagy amit akartok... Olívia
- Carlo Goldoni: Bugrisok... Marina
- Tennessee Williams: A vágy villamosa... Stella
- Tennessee Williams: Az ifjúság édes madara... Violet
- Alekszandr Szergejevics Puskin: Borisz Godunov... Kszénia
- Dario Niccodemi: Tacskó... Emilia
- Anatolij Lunacsarszkij: A felszabadított Don Quijote... Hercegnő
- Katona József: Bánk bán... Melinda
- Illyés Gyula: Tűvé-tevők... Szolgáló
- Németh László: Galilei... Virginia
- Németh László: Apáczai... Asszony
- Bárdos Pál: Úriszék... Bolond lány
- Heltai Jenő: Naftalin... Terka, dr. Szakolczay felesége
- Szakonyi Károly: Adáshiba... Saci
- Örkény István: Macskajáték... Egérke
- Molnár Ferenc: A hattyú... Képviselő özvegye
- Kármán József – Szabó Magda: Fanni hagyományai... Rozália, Izsépy gyermeke
- Révész Gy. István: Például Caius... Angéla-Valéria
- Köves József: Nyakigláb, Csupaháj, Málészáj... Nyakigláb
- Fényes Szabolcs: Maya... Madelaine
- Schwajda György: Bohóc... Lány
- Ray Henderson: Diákszerelem... Connie, diáklány
- Jan Schneider – Bohuslav Ondráček: Gentlemanek... Ajándék